# 卡普尔索
卡普尔索（義大利語：Capurso），是意大利巴里省的一个市镇。总面积14平方公里，人口15262人，人口密度1090.1人/平方公里（2009年）。ISTAT代码为072014。